# Мехробод (Фархорський район)
Мехробо́д (тадж. Меҳробод) — село у складі Хатлонської області Таджикистану. Входить до складу Даркадського джамоату Фархорського району.
Назва означає благоустроєний з любов'ю. Колишня назва — Джайрали, сучасна назва — з 29 березня 2012 року.
Населення — 2728 осіб (2010; 2645 в 2009).